# Vlag van De Bovenvecht

Vlag van De Bovenvecht
(1970-1990)

De vlag van De Bovenvecht is op 28 januari 1970 vastgesteld na een advies van de Hoge Raad van Adel als de vlag van het waterschap De Bovenvecht. De vlag kan als volgt worden beschreven:
Drie golvende banen van rood, wit en rood, in de verhouding 5:3:5; aan de boven- en onderkant een witte en zwarte driehoekige rand van 3/10 vlaghoogte; wit tegen rood.
De kleuren van het wapen van wit, zwart en rood zijn gebruikt als voor een oorlogsvlag (die herinnert aan de Slag bij Ane in 1227, waar de bisschop van Utrecht en zijn harnas ridders verdronken in het moeras terwijl ze Drenthe wilden binnenvallen), die de rivier De Vecht voorstelt in het moerassige gebied, met aan beide zijden de waterkeringsgordels in de vorm van witte en zwarte driehoeken.
Het ontwerp was van Klaes Sierksma, deelnemer van de Stichting voor Banistiek en Heraldiek.
Vanaf 1990 is de vlag niet langer als de vlag van deze waterschap in gebruik omdat het waterschap De Bovenvecht in het nieuwe waterschap De Vechtlanden op is gegaan.

## Verwante afbeeldingen

Wapen van De Bovenvecht
Vlag van De Vechtlanden

Aa en Maas · Amstel, Gooi en Vecht · Brabantse Delta · Delfland · De Dommel · Drents Overijsselse Delta · Fryslân · Hollands Noorderkwartier · Hollandse Delta · Hunze en Aa's · Limburg · Noorderzijlvest · Rijn en IJssel · Rijnland · Rivierenland · Scheldestromen · Schieland en de Krimpenerwaard · De Stichtse Rijnlanden · Vallei en Veluwe · Vechtstromen · Zuiderzeeland
Voormalige waterschappen: 
De Aa · De Aarlanden · Alblasserwaard en de Vijfheerenlanden · De Alm · Amelander Grieën · Amstel- en Gooiland · Amstelland · Boarn en Klif · De Bovenvecht · Drentse Aa · Duurswold · Eemszijlvest · Goeree-Overflakkee · Gouwelanden · Groot Maas en Waal · Groot-Haarlemmermeer · Groot-Waterschap van Woerden · Groote Waard · Haarlemmermeerpolder · Hulster Ambacht · IJsselmonde · Krimpenerwaard · Land van Heusden en Altena · Het Lange Rond · Lauwerswâlden · Leidse Rijn · Linge · De Maaskant · Het Maasterras · Mark en Dintel · Marne-Middelsee · Meer en Woude · De Middelsékrite · De Nederwaard · Noord-Beveland · Noord- en Zuid-Beveland · Noord-Limburg · Noord-Veluwe · Noordhollands Noorderkwartier · Noordoostpolder · Noordwoude · Oldambt · Oude IJssel · De Overwaard · De Proosdijlanden · Purmer · Regge en Dinkel · De Runde · Salland · Schermer · Schieland · De Schipbeek · Schouwen-Duiveland · Sevenwolden · De Stellingwerven · Tholen · Tusken Waed en Ie · Uitwaterende Sluizen in Kennemerland en West-Friesland · De Vechtlanden · De Vier Noorder Koggen · Het Vrije van Sluis · De Waadkant · Walcheren · Waterland · De Waterlanden · Westergo's IJsselmeerdijken · Westerkwartier · Westfriesland · Wilck en Wiericke · Wilhelminapolder · Zuiveringschap Limburg